# V354 Водолея
V354 Водолея (лат. V354 Aquarii) — одиночная переменная звезда в созвездии Водолея на расстоянии (вычисленном из значения параллакса) приблизительно 15198 световых лет (около 4660 парсеков) от Солнца. Видимая звёздная величина звезды — от +13,8m до +12,55m.

## Характеристики
V354 Водолея — жёлто-белая пульсирующая переменная звезда типа RR Лиры (RRAB) спектрального класса F. Эффективная температура — около 6951 К.